# María del Mar Serrano
María del Mar Serrano Barceló (Palma de Mallorca, 18 de noviembre de 1985) es una deportista española que compitió en lucha libre. Ganó una medalla de bronce en el Campeonato Europeo de Lucha de 2007, en la categoría de 51 kg.

## Palmarés internacional
| Campeonato Europeo | Campeonato Europeo | Campeonato Europeo | Campeonato Europeo |
| Año                | Lugar              | Medalla            | Categoría          |
| ------------------ | ------------------ | ------------------ | ------------------ |
| 2007               | Sofía (Bulgaria)   | Medalla de bronce  | 51 kg              |